# Domosclerus bryani
Domosclerus bryani är en mossdjursart som först beskrevs av Cheetham 1972.  Domosclerus bryani ingår i släktet Domosclerus och familjen Bifaxariidae. Inga underarter finns listade i Catalogue of Life.